# Оонга
О́онга (эст. Oonga), ранее также О́нга (эст. Onga) — деревня в волости Ляэне-Нигула уезда Ляэнемаа, Эстония. 
До административной реформы местных самоуправлений Эстонии 2017 года входила в состав волости Мартна.

## География и описание
Расположена в 16 километрах к юго-востоку от уездного центра — города Хаапсалу — и в 15 километрах к югу от волостного центра — Таэбла. Высота над уровнем моря — 10 метров.
Климат умеренный. Официальный язык — эстонский. Почтовый индекс — 90616.

## Население
По данным переписи населения 2021 года, в Оонга насчитывалось 26 жителей, из них 25 (96,2 %) — эстонцы.
По данным переписи населения 2011 года, в деревне проживали 15 человек, все — эстонцы.
Численность населения деревни Оонга по данным Департамента статистики: 
| Год  | 2000 | 2011 | 2017 | 2018 | 2019 | 2020 | 2021 |
| ---- | ---- | ---- | ---- | ---- | ---- | ---- | ---- |
| Чел. | 25   | ↘ 15 | ↘ 14 | ↗ 15 | ↗ 18 | ↘ 15 | ↗ 26 |

## История
В письменных источниках 1689 года упоминается деревня Hunga Byy, 1798 года — деревня и корчма Honga.
На военно-топографических картах Российской империи (1846–1863 годы), в состав которой входила Эстляндская губерния, деревня обозначена как Онга.

## Происхождение топонима
Языковед Энн Койт (Enn Koit) увязывает с названием Оонга упомянутое в письменных источниках 1572 года название Ханка (Hancka). Основой происхождения названия может быть слово онг (hong, ongas) — «большая, старая, одиноко стоящая сосна»; это слово происходит из древних восточных диалектов.

## Комментарии
1. ↑  Эстонские топонимы, оканчивающиеся на -а, не склоняются и не имеют женского рода (исключение — Нарва)[6].